# Apă tonică
Apa tonică (sau apă tonică indiană) este o băutură răcoritoare carbogazoasă, incoloră, în care se dizolvă chinină. Folosită inițial ca profilactic împotriva malariei, apa tonică are de obicei în prezent un conținut semnificativ mai scăzut de chinină și este adesea îndulcită. Este consumată pentru aroma sa amară distinctivă și este frecvent utilizat în băuturi mixte, în special în gin tonic.

## Istoric

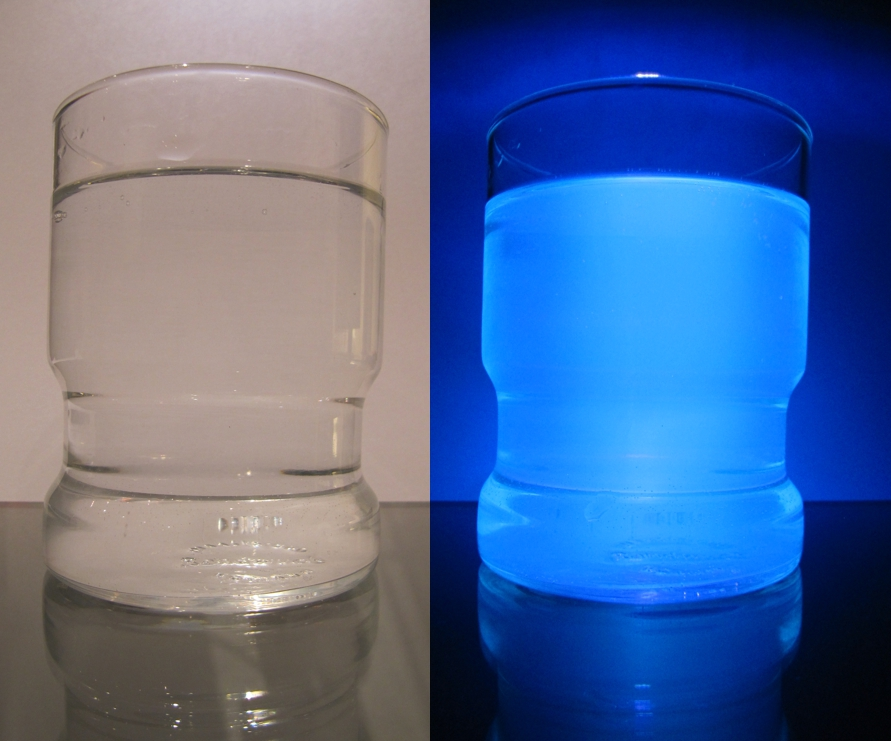
Apă tonică la lumină normală și sub raze UV.

Încă din secolul al XVII-lea, spaniolii foloseau chinina din scoarța copacilor Cinchona pentru tratarea malariei, după ce aflaseră de acest remediu de la popoarele indigene din Peru, Bolivia și Ecuador. La începutul secolului al XIX-lea chinina medicinală era recomandată funcționarilor civili și militarilor britanici din India și din alte colonii tropicale ale Imperiului Britanic pentru prevenirea malariei, fiind combinată cu sifon și zahăr pentru a acoperi gustul ei amar.
Prima apă tonică comercială (cuvântul englezesc tonic înseamnă „fortifiant” sau „energizant”) a fost produsă în 1858, când a fost brevetată de proprietarul Pitt & Co., Erasmus Bond. Apa tonică a fost folosită de coloniștii europeni pentru tratarea malariei până aproape de jumătatea secolului al XX-lea, deoarece abia în anul 1934 a apărut pe piață un medicament sintetic cu clorochină.
Băutura mixtă gin tonic a apărut, de asemenea, în India colonială britanică, prin amestecarea tonicului cu chinină medicinală cu gin și alte ingrediente pentru a face medicamentul amar mai plăcut la gust. Soldaților din India li se dădea deja o rație de gin, așa că amestecul dulce a fost ușor de preparat. Prima mențiune cunoscută a unui gin tonic a apărut în anul 1868 în revista Oriental Sporting Magazine și a fost descrisă ca un cocktail răcoritor pentru spectatorii curselor de cai și nu ca un medicament.

## Conținut de chinină
Apa tonică medicinală conținea inițial doar apă carbogazoasă și o cantitate mare de chinină. Cele mai multe ape tonice moderne conțin, prin comparație, mai puțină chinină și sunt adesea îmbunătățite cu arome de citrice. Ca urmare a conținutului mai scăzut de chinină, apa tonică devine mai puțin amară. De asemenea, ea este de obicei îndulcită adesea cu sirop de porumb cu conținut ridicat de fructoză sau cu zahăr. Unii fabricanți produc, de asemenea, apă tonică pentru dietă (denumită „slimline”), care poate conține îndulcitori artificiali, cum ar fi aspartamul. Apa tonică în stil tradițional cu apă carbogazoasă și cantități mari de chinină este mai rară, dar poate fi preferată de cei care doresc să simtă o aromă amară.
În Statele Unite ale Americii, Administrația pentru Alimente și Medicamente (Food and Drug Administration, FDA) limitează conținutul de chinină din apa tonică la 83 ppm (83 mg pe litru), în timp ce doza terapeutică zilnică de chinină este cuprinsă în intervalul 500–1000 mg, adică 10 mg/kg la fiecare opt ore pentru prevenirea eficientă a malariei (2100 mg zilnic pentru un adult de 70 de kilograme (150 lb)). Chinina este adesea recomandată ca analgezic pentru crampele musculare ale picioarelor, dar cercetările medicale susțin că este necesară o anumită atenție în monitorizarea dozelor. Din cauza riscurilor provocate de chinină, FDA îi avertizează pe consumatori să nu utilizeze medicamente cu chinină „off-label” pentru a trata crampele picioarelor.

## Producători
Un mare producător de apă tonică este Dr Pepper Snapple Group (mărcile Schweppes și Canada Dry). Băutura Schweppes Tonic Water conține 40 mg/l chinină (ca alcaloid). De la sfârșitul anului 2011 este disponibil, de la un alt producător, o apă tonică, numită „Absinthum eTonic”, care nu conține chinină, ci se prepară pe bază de pelin. Cu o popularitate tot mai mare de gin tonic, a crescut, de asemenea, gama de produse de apă tonică, care conține branduri noi precum 1724, Fentimans și Thomas Henry. În anul 2017 a apărut pe piață și un producător român, Kofi Ti, care a lansat două siropuri tonice artizanale („The Tonic” și „Tonic Herbal”), obținute nu prin folosirea de chinină sintetică, ci prin infuzia tradițională a scoarței de Cinchona, păstrând astfel toate principiile naturale ale arborelui, nu doar chinina. Apa tonică Kofi Ti se obține prin diluția siropurilor cu apă carbogazoasă.

## Folosire în cocktailuri

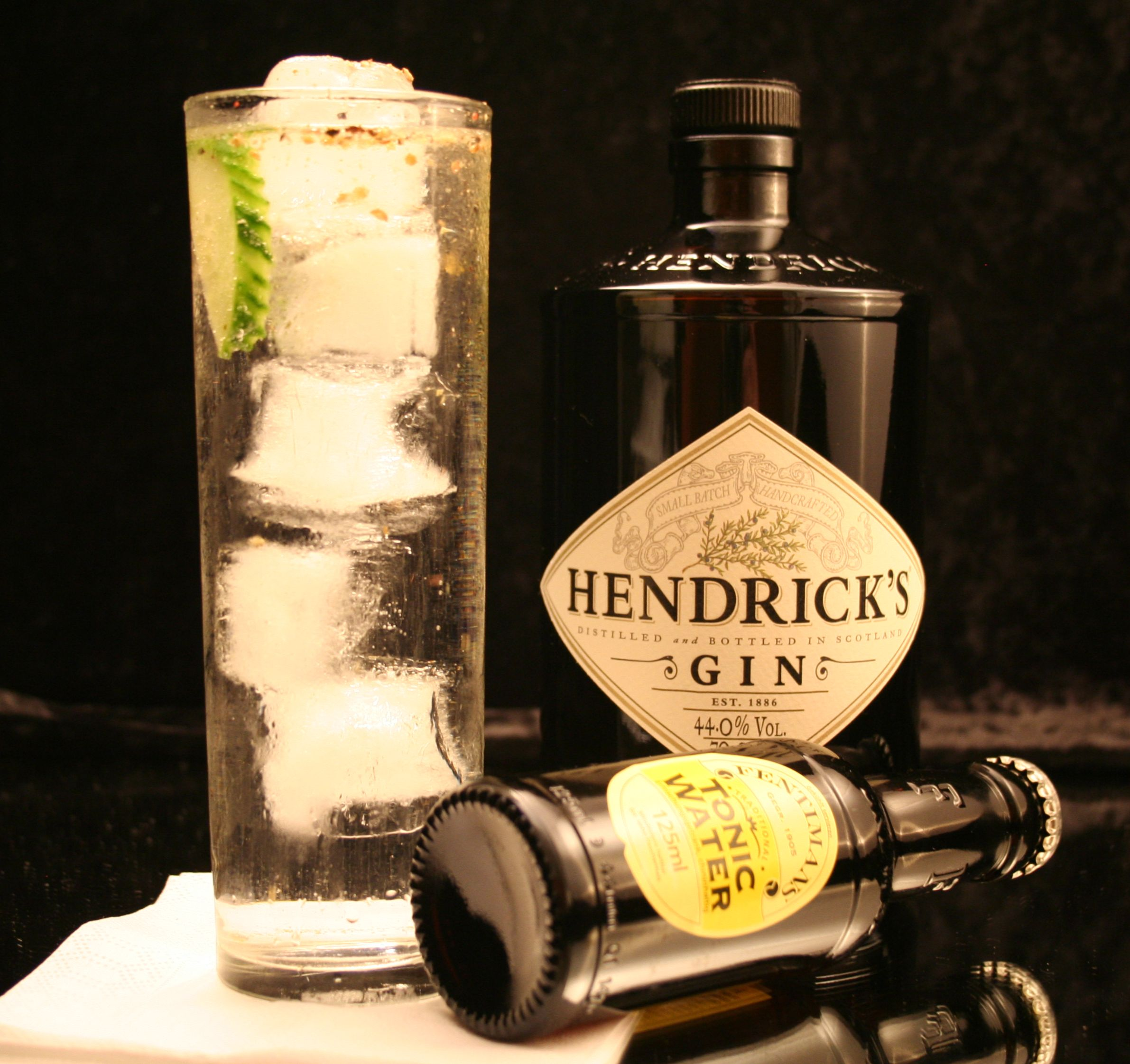
Gin tonic cu Hendrick's Gin și Fentimans Tonic Water

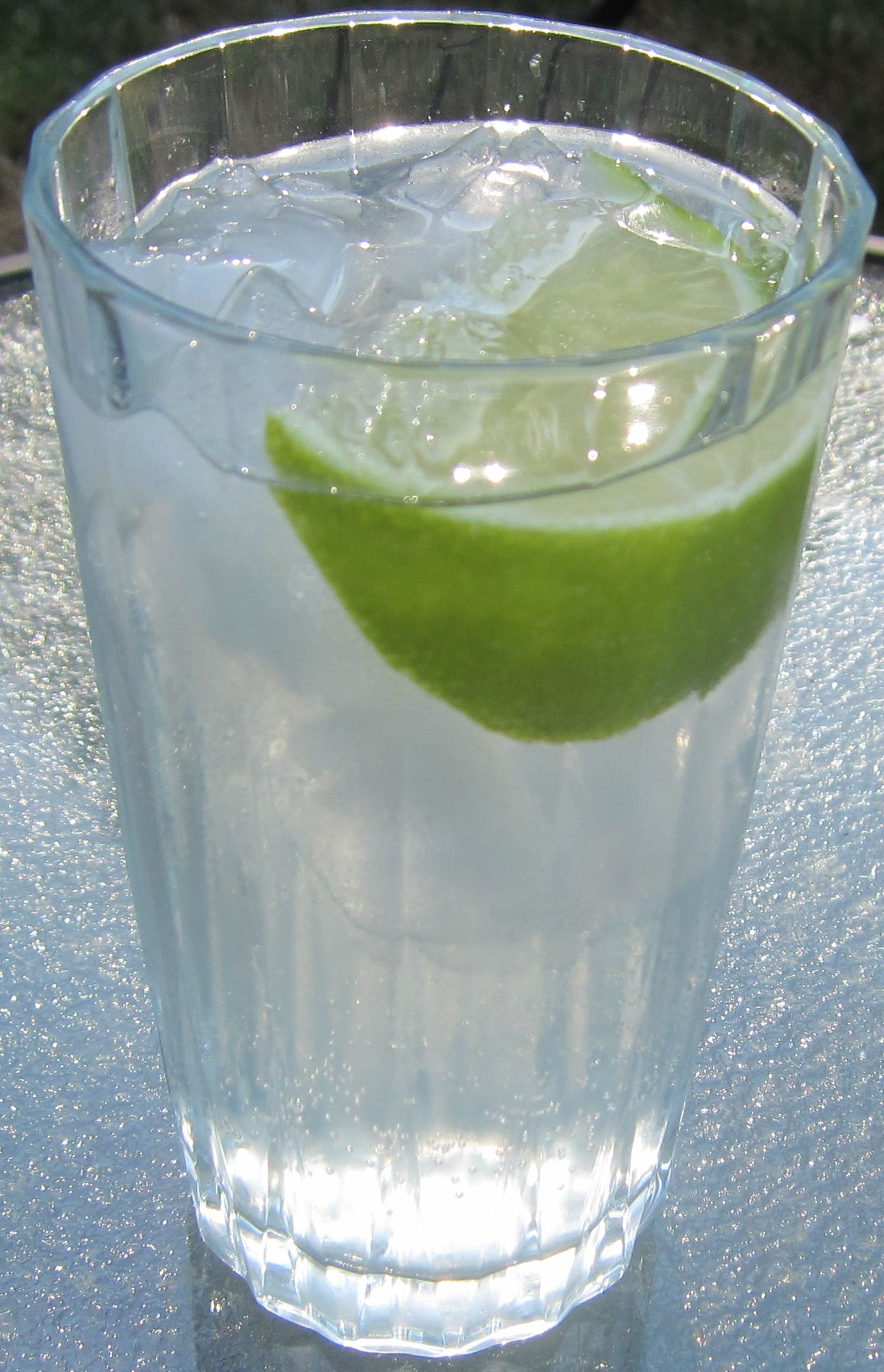
Cocktail cu tequila și apă tonică

Apa tonică este folosită adesea ca ingredient pentru cocktailuri, în special pentru ginul tonic și vodca tonică. O altă băutură populară pentru gustul său amar, dar în același timp ușor dulce, este apa tonică cu suc de lămâie sau limetă, cunoscută mai ales sub numele de bitter lemon sau bitter lime. O altă utilizare a apei tonice este în cafea. Espresso & tonic a fost creată pentru prima dată în orașul Helsingborg din Suedia, la o petrecere a personalului magazinului Koppi Roasters în cursul căreia au fost amestecate apă tonică, sirop și un espresso. Această băutură a devenit, începând din 2007, tot mai populară în Scandinavia, Europa și Statele Unite ale Americii.

## Efectele consumului

### Efecte negative
Apa tonică poate provoca erupții cutanate, care sunt un tip de reacții ale pielii la droguri, din cauza conținutului său de chinină. Potrivit unor rapoarte publicate în diverse reviste științifice, consumul repetat de apă tonică poate provoca erupții cutanate cu severitate diferită sau chiar începutul unor leziuni tipice sindromului Stevens-Johnson. Cazurile de erupții cutanate au fost observate dupa ce pacientii au băut apă tonică, simplă sau amestecată cu gin. Printre simptomele erupțiilor cutanate se numără macule pigmentare, febră mare, plăci eritematoase și buloase.

### Contraindicații
Băuturile tonice nu trebuie consumate în timpul sarcinii, deoarece copilul poate fi dependent de chinină și poate avea simptome severe de sevraj după naștere. În plus, chinina poate declanșa travaliul, având un efect de stimulare a uterului.
Potrivit Bundesinstitut für Risikobewertung (Institutul Federal German pentru Evaluarea Riscurilor), pacienții cu acufenă ar trebui să evite, de asemenea, consumul unor cantități mari de băuturi care conțin chinină. În cazul persoanelor hipersensibile, cantitățile mici de chinină pot cauza deja o mare varietate de reacții, cum ar fi tulburări gastrointestinale sau neurologice, cum ar fi vedere încețoșată și confuzie.

## Fluorescență
Chinina din apa tonică este fluorescentă sub impactul razelor ultraviolete. Ca urmare, ea va străluci vizibil sub lumina directă a soarelui atunci când se află într-un spațiu întunecat. Moleculele de chinină eliberează energie sub formă de lumină în loc de căldură, așa cum este mai frecvent. Această stare nu este însă stabilă, iar moleculele vor reveni în cele din urmă la starea lor de bază și nu vor mai străluci.